# Dilafruz Imomhusanova
Dilafruz Imomhusanova (russisch Дилафруз Имомхусанова Dilafrus Imomchusanowa; * 11. März 1986) ist eine usbekische Sommerbiathletin in der Stilrichtung Crosslauf.
Dilafruz Imomhusanova trat zwischen 2004 und 2007 bei vier Junioren-Weltmeisterschaften im Sommerbiathlon an. Nennenswerte Ergebnisse erreichte sie nur bei ihrer letzten Teilnahme in Otepää. Im Massenstart wurde Imomhusanova Neunte, mit der Staffel zu der auch Zarema Mamedowa, Anusar Junusow und Ruslan Nasirov gehörten, belegte sie Rang vier und verpasste so knapp eine Medaille. Seit 2008 tritt sie im Seniorenbereich an. Bei den Offenen asiatischen Sommerbiathlon-Meisterschaften 2008 in Tscholpon-Ata gewann die Usbekin die Goldmedaille im Einzel, wurde Sechste im Sprint und verpasste als Vierte in der Verfolgung knapp eine weitere Medaille.